# لمزابيين أولاد القاضي (لمزابيين أولاد القاضي)
لمزابيين أولاد القاضي هو دُوَّار يقع بجماعة بوسكورة، إقليم النواصر، جهة الدار البيضاء سطات في المملكة المغربية. ينتمي الدوّار لمشيخة لمزابيين أولاد القاضي التي تضم دوارين. يقدر عدد سكانه بـ 843 نسمة حسب الإحصاء الرسمي للسكان والسكنى لسنة 2004.

## روابط خارجية
- البوابة الوطنية للجماعات الترابية نسخة محفوظة 12 مارس 2018 على موقع واي باك مشين.
- المندوبية السامية للتخطيط